# Provinz Limarí
Die Provinz Limarí (spanisch Provincia de Limarí) ist eine Provinz in der chilenischen Región de Coquimbo. Die Hauptstadt ist Ovalle. Beim Zensus 2017 lag die Einwohnerzahl bei 170.579 Personen.

## Geographie
Die Provinz grenzt im Norden an die Provinz Elqui, im Süden an die Provinz Choapa, im Osten an Argentinien und im Westen an den Pazifischen Ozean. 

## Gemeinden
Die Provinz Limarí gliedert sich in fünf Gemeinden:
- Ovalle
- Río Hurtado
- Monte Patria
- Combarbalá
- Punitaqui